# Lotte Riisholt
Lotte Riisholt (Sorø, 16 novembre 1957) è una cantante danese.

## Biografia
Lotte Riisholt è salita alla ribalta nel 1976 con la sua partecipazione alla competizione musicale Ekstrabladets Pladechance, che le ha fruttato il suo primo contratto discografico e che le ha permesso di pubblicare il suo album di debutto, Lotte, nel 1977. Nei decenni successivi si è unita a vari gruppi, fino a riavviare la sua carriera da solista negli anni 2000. Il suo primo ingresso nella classifica ufficiale danese (introdotta nel 2001) è stato con l'album del 2014 Det' lige mig, che ha raggiunto la 26ª posizione.

## Discografia

### Album
- 1977 – Lotte
- 2006 – Alt hvad du vil ha
- 2008 – Som en stjernes lys
- 2011 – En enkelt dans
- 2014 – Det' lige mig
- 2016 – Country with Love
- 2017 – Fra den gamle jukebox
- 2018 – Det er livet
- 2020 – Fra den gamle jukebox 2

### Album live
- 2007 – En aften med Lotte Riisholt og Jensen & co.

### Singoli
- 1976 – Jeg er blev lun på en londoner
- 1977 – Dancing Queen
- 1977 – Her er herligt - Her vil jeg leve
- 1977 – Hun er ingen lady
- 2001 – Sommeren er din, Mathias
- 2002 – Hvem kan leve uden kærlighed
- 2002 – Vi er skabt for hinanden
- 2003 – Sommeren er her
- 2005 – Du skal ikke komme her
- 2005 – I denne nat
- 2007 – Åh ja du fik al min kærlighed
- 2008 – Jeg elsker sommeren
- 2010 – Halvvejs til mit paradis
- 2011 – Du gi'r og du ta'r
- 2011 – Du är min vän
- 2013 – Hvis du kan li' mig
- 2013 – Killen från festen
- 2015 – Den Blå Café
- 2018 – En sommermelodi